# Bramgau-Route
| Bramgau-Route     | Bramgau-Route |
| ----------------- | ------------- |
| Länge:            | etwa 103 km   |
| Bundesland:       | Niedersachsen |
| Verlaufsrichtung: | Ringführung   |
| Beginn:           | Osnabrück     |
| Ende:             | Osnabrück     |

Die Bramgau-Route ist eine etwa 103 km lange Ferienstraße im Bramgau in und um Bramsche in Niedersachsen. Der größte Teil der Bramgau-Route verläuft durch den Landkreis Osnabrück, ein kleiner Teil streift den Süden des Landkreises Vechta. Die Straße ist als Ringstrecke ausgelegt und liegt zu einem großen Teil im Natur- und Geopark TERRA.vita. An der Strecke liegen zahlreiche Großstein- und Hügelgräber aus der Jungsteinzeit und Bronzezeit, die auch Teile der „Straße der Megalithkultur“ sind.
Die Route beginnt in Osnabrück und führt über Icker, Kalkriese, Neuenkirchen-Vörden, Rieste, Alfhausen, Merzen, Voltlage, Neuenkirchen, Ueffeln, Bramsche, Wallenhorst und zurück nach Osnabrück.
Der Hauptzweck der Route besteht darin, Besucher zu historisch bedeutsamen Stätten im Osnabrücker Land zu führen. An der Strecke liegt unter anderem die Fundregion Kalkriese als möglichem Fundort der Varusschlacht in der Arminius die Legionen des römischen Feldherrn Varus im Jahr 9 n. Chr. vernichtend geschlagen haben soll. Karl der Große gründete die Bischofsstadt Osnabrück im Jahr 783 n. Chr. und lieferte sich im Osnabrücker Land  mit Wittekind zahlreiche Schlachten, Zeugen davon sind unter anderem die Karlsteine. Weitere Stationen sind die Ruine der Wittekindsburg in Rulle, die Pfarrkirche St. Johannis in Alfhausen, die sächsischen Kultstätten in Ueffeln oder die Tuchmacher-Stadt Bramsche.

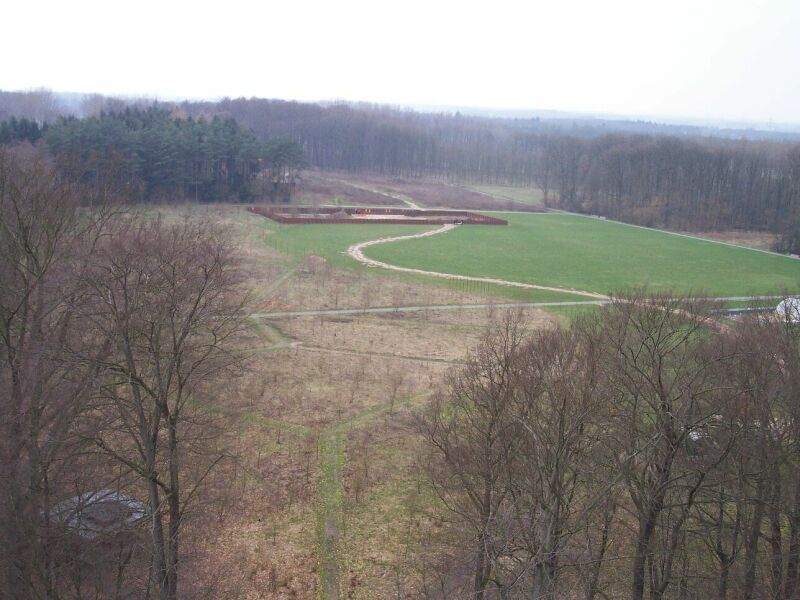
Vermuteter Ort der Schlacht bei Kalkriese
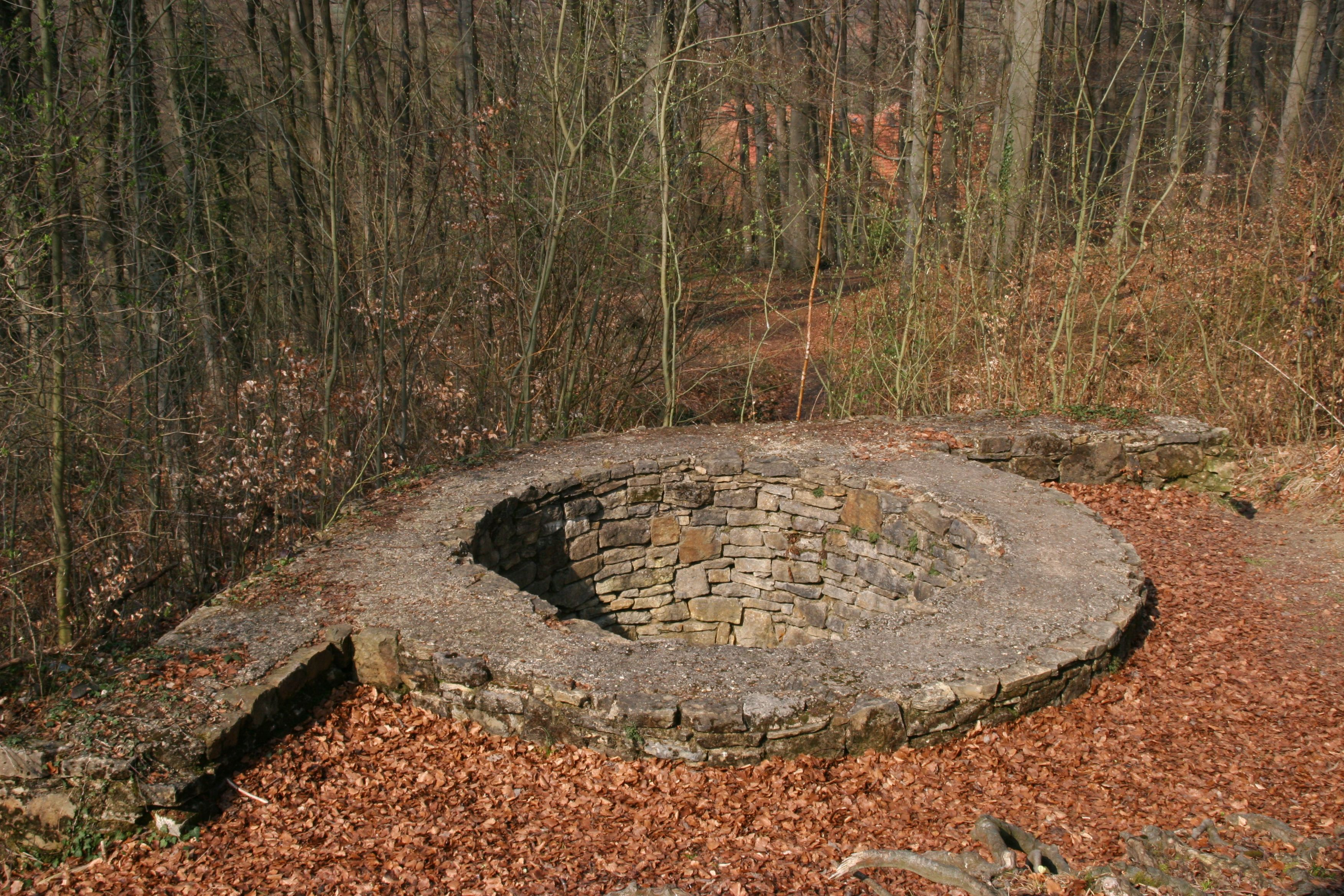
Reste des Rundturms der Wittekindsburg bei Rulle
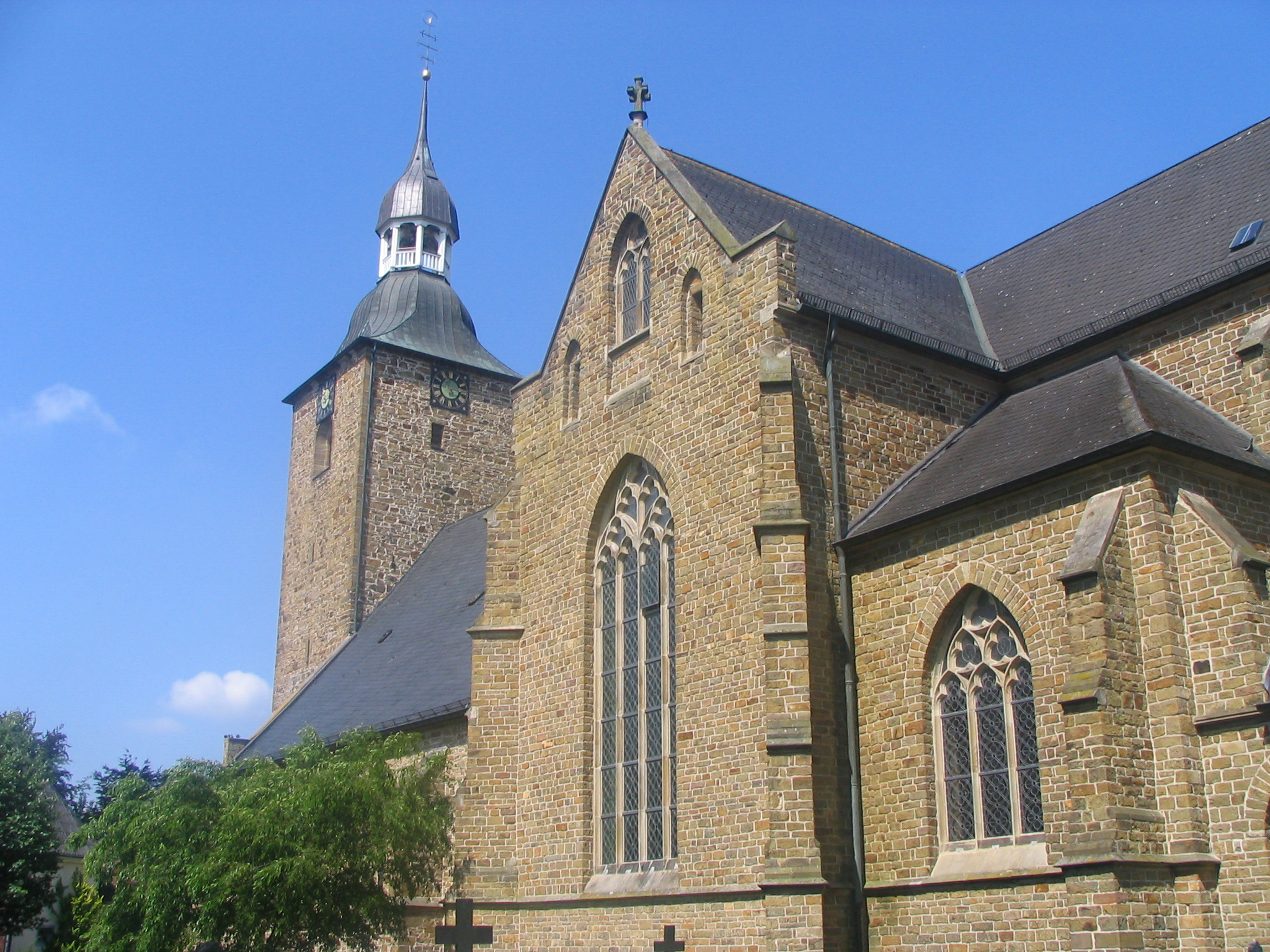
Johanneskirche in Alfhausen
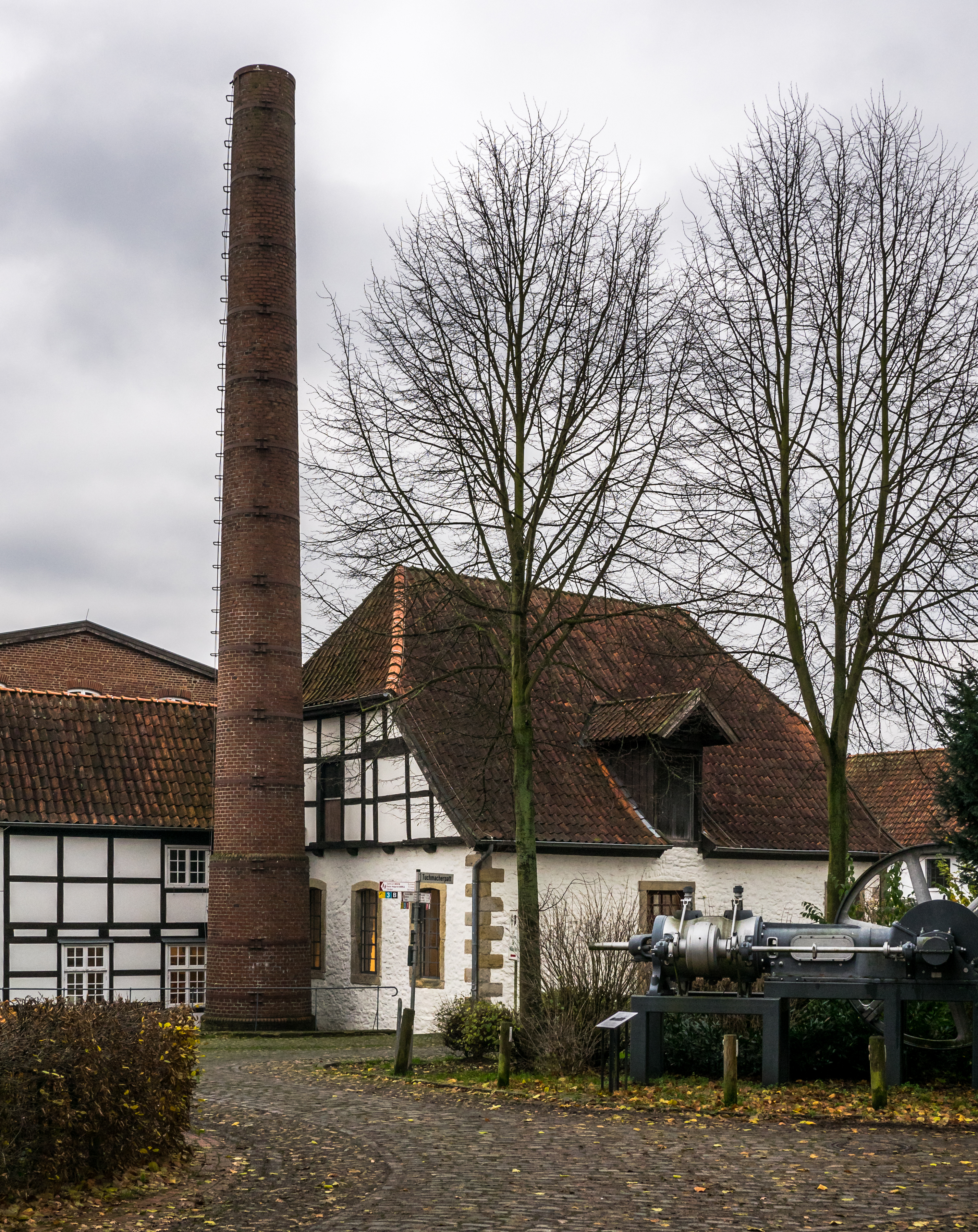
Tuchmacher Museum Bramsche
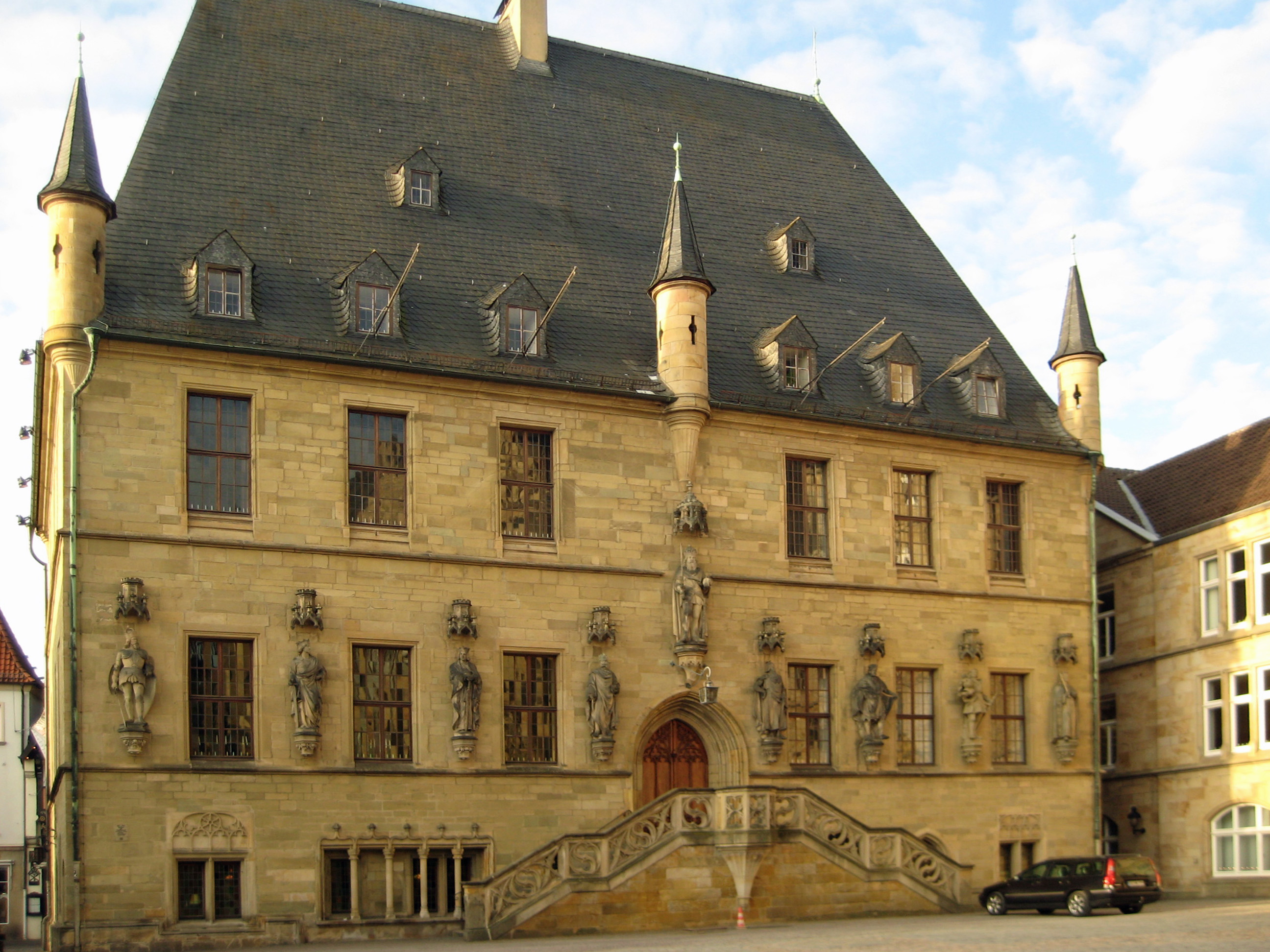
Osnabrücker Rathaus (Friedenssaal des Westfälischen Friedens 1648)